# Кэмпбелл, Люси
Люси Джин Кэмпбелл (англ. Lucy Jean Campbell) — специалистка по прикладной математике и численному анализу из Барбадоса, специализирующаяся на применении гидроаэродинамики при моделировании земной атмосферы и океанов. Помимо гидродинамики, она также исследовала методы отслеживания источников выбросов парниковых газов, является научной сотрудницей Школы математики и статистики Карлтонского университета.

## Образование
Кэмпбелл родилась на Барбадосе. Её отец, Мервилл О’Нил Кэмпбелл, работал математиком в Университете Вест-Индии и стал первым барбадосцем, получившим докторскую степень по математике. Её мать — учительница из Ганы, происходящая из семьи учителей. В 1967 году семья переехала в другой кампус Вест-Индского университета на Ямайке, где Кэмпбелл и выросла. В своем интервью Кэмпбелл говорит, что всегда хотела стать педагогом, но больше всего стремилась к математике, поскольку уже в возрасте 4 или 5 лет поняла, что математика ей дается лучше всего.
Кэмпбелл получила степень бакалавра по математике в Университет науки и технологии им. Кваме Нкрумы в Гане, окончив его с отличием. После дополнительного обучения в Кембриджском университете она перевелась в Макгиллский университет. В 1996 году Кэмпбелл получила степень магистра, защитив магистерскую работу по вынужденным пакетам волн Россби в зональном сдвиговом потоке в присутствии критических слоев, научный руководитель Шервин Маслоу. В 2000 году она защитила докторскую диссертацию по прикладной математике в том же университете. Её диссертация называлась «Нелинейное развитие критического слоя пакетов вынужденных волн в геофизических сдвиговых потоках».

## Исследования
После получения докторской степени Кэмпбелл защитила постдокторскую диссертацию по физике атмосферы в Университете Торонто, работая с Тедом Шепардом. В 2003 году её пригласили в Карлтонский университет.
Её исследования связаны с применением дифференциальных уравнений и численного анализа с упором на математическое моделирование в геофизической гидроаэродинамике. Целью её исследований является улучшение нашего понимания механизмов, с помощью которых атмосфера и океан Земли изменяются во времени, что является релевантным при моделировании и прогнозировании климата. Кроме это в её научные интересы связаны с нелинейными волнами, численными методами для уравнений в частных дифференциальных уравнениях, асимптотическим методом Крылова — Боголюбова и теорией возмущений.
Кэмпбелл имеет публикации в ряде математических и атмосферологических журналов, включая Journal of Fluid Mechanics, Journal of the Atmospheric Sciences и Studies in Applied Mathematics. Она входит в редакционный совет Canadian Journal of Mathematics и Canadian Mathematical Bulletin.
Кэмпбелл — активный член сообщества канадских прикладных математиков. Она занимает должность казначея Канадского общества прикладной и промышленной математики, а также входила в его совет директоров.

## Награды
В 2019 году Канадское общество прикладной и промышленной математики вручило Кэмпбелл Премию Артура Бомонта за выдающиеся заслуги.